# Hikmet Çetin
Hikmet Çetin, né le 10 août 1937 à Lice, est un homme politique turc d'origine kurde.

## Formation
Il est diplômé de la faculté des sciences politiques de l'Université d'Ankara. Il a fait son master au Williams College. Il a fait une recherche sur les modèles de planification à l'Université Stanford.

## Carrière professionnelle
Il rejoint à l'Organisation de Planification d'État (DPT) devient le chef de bureau de planification jusqu'en 1977. Et un temps il devient chargé de cours à temps partiel à l'Université technique du Moyen-Orient.

## Vie politique
Il est élu député d'Istanbul sur la liste de CHP en 1977. Il est vice-premier ministre et ministre d'État entre 1978-1979. Après le Coup d'État de 1980 en Turquie il est interdit de la vie politique et son parti CHP est dissolu. En 1987, il devient membre du parti social démocrate populaire (SHP), député de Diyarbakır et vice-président du groupe SHP entre 1987-1990 et secrétaire général du SHP entre 1990-1991. Réélu en 1991 mais comme le député de Gaziantep et devient ministre des affaires étrangères (1991-1994), après la réunification de SHP et CHP, il devient le président de CHP et vice premier ministre en 1995. Réélu en 1995 député de Gaziantep. Il est président de la Grande Assemblée nationale de Turquie entre 1997-1999.
Il est le premier haut représentant civil de l'OTAN en Afghanistan entre 2003-2006.